# Apollo 14
Apollo 14, osmý pilotovaný let v programu Apollo, byl třetím, kdy lidé přistáli na Měsíci. Apollo 14 odstartovalo k Měsíci 31. ledna 1971. V katalogu COSPAR je let označen 1971-008A. Byl to 38. let kosmonautů z naší planety.

## Posádka
- Alan Shepard (2) - velitel
- Stuart Roosa (1) - pilot velitelského modulu
- Edgar Mitchell (1) - pilot lunárního modulu

V závorkách je uvedený dosavadní počet letů do vesmíru včetně této mise

### Záložní posádka
- Eugene Cernan (2) - velitel
- Ronald Evans (0) - pilot velitelského modulu
- Joseph Engle (0) - pilot lunárního modulu

V závorkách je uvedený dosavadní počet letů do vesmíru. 

### Podpůrná posádka
- Philip Chapman, Bruce McCandless, William Pogue, Charles Fullerton

## Cíl letu
Cílem devítidenní výpravy bylo přistát na Měsíci. Místo původně plánované pro Apollo 13 byla hornatá oblast v okolí kráteru Fra Mauro, obsahující množství sutiny, vyvržené při impaktním vzniku Mare Imbrium, ležícího 110 km severně. Západně odtud přistálo Apollo 12 a sonda Surveyor 3, jižně za kráterem Fra Mauro a Bonpland dopadl Ranger 7.

## Průběh letu
Start proběhl úspěšně 31. ledna 1971. Nosná raketa Saturn V s výrobním číslem SA-509 nesla na vrcholu velitelský modul Kitty Hawk a lunární modul Antares. Mírné zpoždění startu způsobilo počasí. Navedení na parkovací oběžnou dráhu Země a navedení na translunární dráhu proběhlo bez problémů. Po čtyři dny trvajícím letu bylo Apollo 14 dne 4. února v 6:50 UT manévrem LOI-1 úspěšně navedené na oběžnou dráhu okolo Měsíce. Po další korekci dráhy následovaly prověrky lunárního modulu. Po odpočinku přestoupili 5. února Shepard a Mitchell do modulu Antares a v 9:18 UT přistáli v bezprostřední blízkosti plánovaného bodu.
Shepard a Mitchell uskutečnili dva výstupy na povrch. Na Měsíci strávili celkem 33 hodin a 31 minut. První EVA trvala 4 hodiny a 48 minut, druhá 4 hodiny a 37 minut. Program se stále rozšiřoval. Hlavním cílem druhé procházky byl 1,5 km vzdálený kráter Cone a kosmonauti na přepravu nářadí a dalšího vybavení měli použít dvojkolový transportér MET, který tlačili nebo tahali jako rikšu. Byli však nesmírně vyčerpaní a pro únavu a špatnou orientaci jen částečně dodrželi určenou trasu. Do lunárního modulu Antares naložili 43,6 kg vzorků, na měsíčním povrchu instalovali ALSEP 14 (laserový odrážeč z toho souboru vědeckých přístrojů sloužil po dlouhá léta). Mezitím Roosa ve velitelské lodi Kitty Hawk snímkoval na oběžné dráze pomocí speciální mapovací kamery s velkou rozlišovací schopností vybrané oblasti měsíčního povrchu. Lunární modul odstartoval z povrchu 6. února v 18.49 TU a ve 20.35 UT se spojil s mateřskou lodí. V čase 01.37 UT se zapálil motor SPS, aby navedl velitelský a servisní modul na dráhu směrem k Zemi. Apollo 14 šťastně ukončilo svůj let 9. února 1971 ve 21.04 UT na dohled letadlové lodi USS New Orleans asi 1400 km jižně od ostrova Samos. Tato posádka byla poslední v následné karanténě.
Apollo 14 bylo spojovacím mostem mezi prvními výpravami celého programu Apollo a posledními třemi, pro které byla upravená velitelská i lunární sekce; měly větší hmotnost. Úpravy umožnily získat větší počet údajů a zajistily posádce delší pobyt na měsíčním povrchu, výrazné zvýšení užitečného nákladu rakety Saturn V ilustruje příklad: první výprava k Měsíci jen k jeho deseti obletům (Apollo 8, CSM bez LM) nesla 28 897 kg, poslední lunární mise (Apollo 17) už 46 794 kg.